# Olímpia (filha de Herodes)

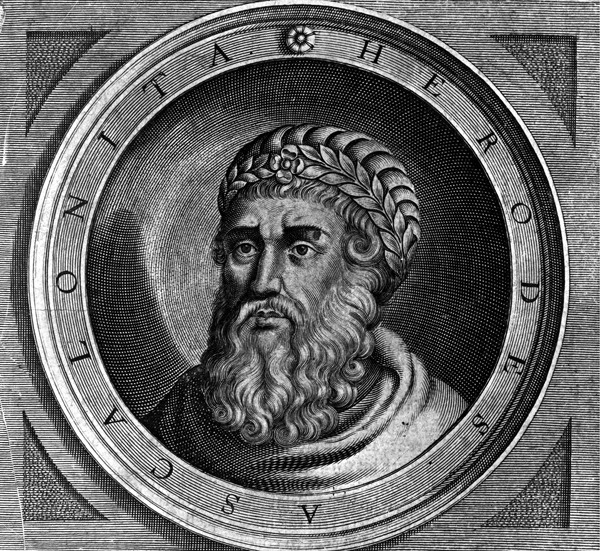
Herodes, o Grande

Olímpia foi uma filha de Herodes, o Grande e, assim como vários membros da família de Herodes, casou-se com um primo.

## Família
Olímpia era filha de Maltace, uma samaritana, e Herodes; Maltace foi uma das dez esposas de Herodes, e teve três filhos com o rei, Herodes Antipas, Arquelau e Olímpia.
Herodes era um dos filhos de Cipros, uma mulher importante da família dos nabateus, e  Antípatro; eles tiveram quatro filhos, Fasael, Herodes, o Grande, José e Pheroras, e uma filha, Salomé.

## Casamento
Olímpia se casou com um primo, filho de José, irmão de Herodes. Olímpia e José, seu primo, foram os pais de Mariane, que também se casou com um membro da família, Herodes de Cálcis. Herodes de Cálcis e Mariane foram os pais de Aristóbulo.